# Flugunfähiger Vogel
Flugunfähige Vögel entwickelten sich im Verlauf der Evolution aus flugfähigen Vorläufern. Es gibt zahlreiche rezente flugunfähige Vogelarten.

## Bedingungen der Flugfähigkeit

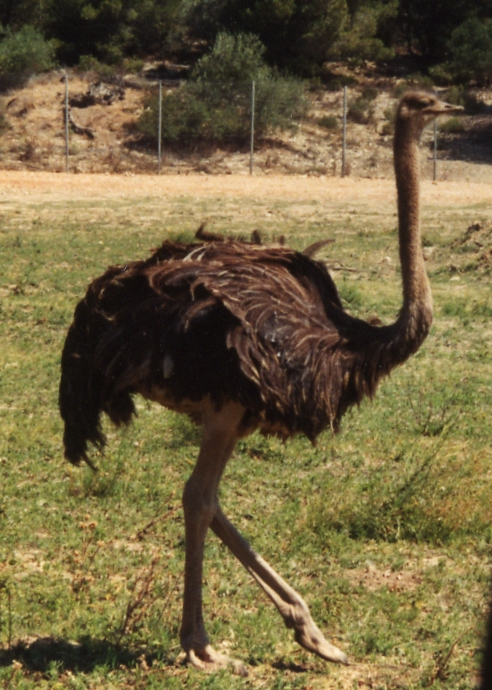
Strauß

Während zur Entwicklung einer so komplexen Fähigkeit wie des Fliegens sich viele Gene sorgfältig aufeinander abgestimmt entwickeln müssen, kann schon das Fehlen eines Gens zur Flugunfähigkeit führen.
Für Flugfähigkeit darf der Vogel nicht zu schwer sein. Denn physikalisch bedingt steigt mit zunehmendem Gewicht die erforderliche Flügelfläche überproportional, F ~ G^3/2. Und diese Flügel müssen auch durch entsprechend kräftige Muskeln bewegt werden, was den Vogel wieder schwerer macht. Darum können kleine Vögel und Insekten leicht aus dem Stand auffliegen, während zunehmend schwerere Vögel immer mehr Anlauf benötigen oder nur von erhöhten Standorten abfliegen können. Damit ein Vogel fliegen kann, benötigt er außerdem eine ausreichende Bewegungskoordination im Gehirn sowie Sinnesorgane, die leistungsfähig genug sind, den Flug angemessen zu steuern. Wenn nur eines dieser Elemente verloren geht, ist der Vogel flugunfähig.
Deshalb geschieht es viel leichter, dass ein flugfähiges Tier seine Flugfähigkeit verliert, als dass ein Tier, das flugunfähig ist, die Flugfähigkeit erwirbt.
Früher nahmen einige Forscher an, dass die Ratiten, die den größten Teil der Urkiefervögel umfassen, von ausschließlich flugunfähigen Ahnen abstammen. Nach dem heutigen Wissensstand stammen sie jedoch ebenfalls von flugfähigen Ahnen ab.
Flugunfähigkeit entsteht gewöhnlich dadurch, dass die Entwicklung der Flügel auf einem für Jungtiere oder sogar für Tiere, die sich noch im Ei befinden, typischen Stand stehenbleibt. Häufig ist das auch mit der Beibehaltung von Jugendmerkmalen (Neotenie) in anderen Bereichen wie der Gefiederfärbung verbunden.

## Flugunfähige Vögel auf dem Festland
Auf dem Festland gibt es nur wenige flugunfähige Vögel, wie die Strauße, Kasuare, Emus und Nandus. Das liegt daran, dass dort die Flugfähigkeit erhebliche Vorteile bei der Flucht vor Beutegreifern bietet und deshalb nur Vögel, die zu groß zum Fliegen sind, ihre Flugfähigkeit verlieren. Die größten rezenten flugfähigen Vogelarten (z. B. einige Schwäne, Pelikane, Trappen oder der Andenkondor) haben ein Gewicht von etwa 15–19 kg.

## Vögel, die die Flugfähigkeit zugunsten besseren Schwimmens oder Tauchens aufgegeben haben

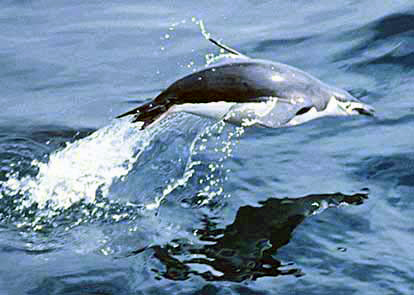
Pinguin im Wasser

Im Meer gibt es flugunfähige Pinguine und früher den Riesenalk sowie drei Arten der Dampfschiffenten (Tachyeres), die ihre Flügel als Flossen verwenden und deshalb nicht mehr fliegen können. Die Langflügel-Dampfschiffente und diverse Alkenvögel verwenden ihre Flügel zwar ebenfalls als Flossen, haben sie aber nicht so weit zurückgebildet, dass sie nicht mehr fliegen können.
Lappentaucher verwenden zwar nicht ihre Flügel als Flossen, sie sind aber im Verhältnis zu ihrer Größe relativ schwer, da ihre Knochen keine Luftkammern enthalten. Das hilft ihnen dabei, nach Nahrung zu tauchen, macht es ihnen aber schwerer, vom Wasser aufzufliegen. Drei Arten sind flugunfähig: der Titicacataucher, der Atitlántaucher (ausgestorben) und der Punataucher.
Fossile flugunfähige Tauchvögel sind die Hesperornithiformes.

## Inselvögel

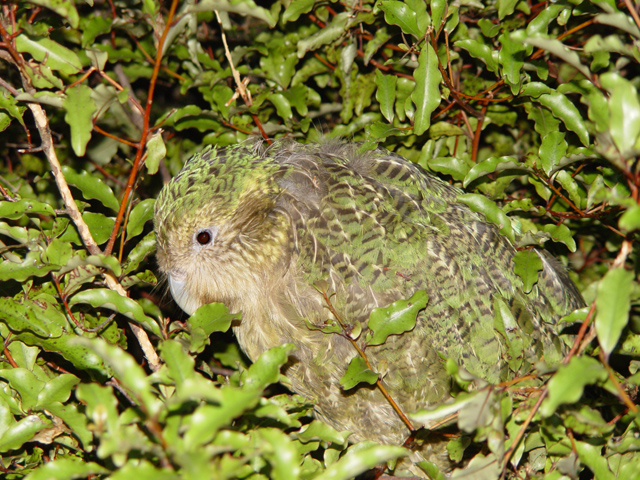
Kakapo (Strigops habroptilus)

Auf Inseln fehlen die großen bodenlebenden Raubtiere (Echte Räuber), da ihnen die Insel gewöhnlich nicht genug Raum für eine dauerhafte Population bietet und sie nicht auf so große Entfernung über Wasser einwandern konnten.
Gegen fliegende Greifvögel bietet das Fliegen keinen so guten Schutz wie das Untertauchen im Wasser oder das Verstecken im Gebüsch. Deshalb haben schon sehr kleine Vögel wenige natürliche Feinde und eine Population von Vögeln einer solchen Insel ist gewöhnlich so groß, dass nur wenige Jungtiere erwachsen werden, weil sie wegen der Nahrungskonkurrenz der Vögel untereinander vorher verhungern. Ein Vorteil der Flugunfähigkeit ist, dass die Vögel die Energie zum Aufbau der Flugmuskulatur und für das Fliegen selbst einsparen können und deshalb bei Nahrungsmangel eher überleben.
Aus demselben Grund investieren Inselvögel ihre Energie eher in wenige große Eier als in viele kleine Eier. Dadurch haben die Jungvögel von Geburt an einen gewissen Vorsprung vor den Jungtieren aus größeren Gelegen mit kleineren Eiern. Wenn die Elterntiere sich um weniger Junge kümmern müssen, können sie jedem der Tiere mehr Futter anbieten, so dass sie nicht verhungern und schneller wachsen. Da es wenige Fressfeinde gibt, sind keine großen Reproduktionsraten nötig, damit ein ausreichender Teil der Jungtiere überlebt, um die jährlich von Räubern gefangenen oder an Altersschwäche und Unfällen gestorbenen Alttiere zu ersetzen.
Die Ahnen der flugunfähigen Vögel sind auf die Inseln geflogen. Wenn eine Art aber erst einmal flugunfähig ist, kann sie nicht mehr zu einer anderen Insel auswandern, die weit entfernt ist. Dennoch gibt es prinzipiell auf jeder Insel dieselben ökologischen Nischen zu besetzen und es entstehen durch parallele Evolution immer wieder sehr ähnliche flugunfähige Vogelarten. Wegen dieser Ähnlichkeit hat man lange geglaubt, diese Inselvögel wären untereinander enger verwandt als mit ihren flugfähigen Verwandten, deren Knochenbau sich extrem unterscheidet. Tatsächlich ist der nächste Verwandte einer flugunfähigen Art meist flugfähig. Ausnahmen treten fast nur bei Arten auf, die auf einander benachbarten Inseln leben, die in der letzten Eiszeit miteinander verbunden waren, da damals der Meeresspiegel 100–150 m tiefer lag als heute.
Bevor die ersten Menschen die Inseln betraten, hatte jede polynesische Insel mindestens zwei Arten flugunfähiger Vögel. Nachdem ihre Heimatinseln von Polynesiern oder Europäern besiedelt wurden, sind viele von ihnen ausgestorben. Gründe dafür sind Jagd, eingeführte Räuber (Hunde, Ratten, Katzen) und Lebensraumvernichtung. Für Jagd und Raubtiere sind die flugunfähigen Arten wegen ihrer Flugunfähigkeit, ihrer häufig großen Zahmheit und ihrer geringen Fortpflanzungsraten besonders anfällig.

### Liste der Vögel, die auf von Landraubtieren freien Inseln ihre Flugfähigkeit verloren haben
Urkiefervögel:

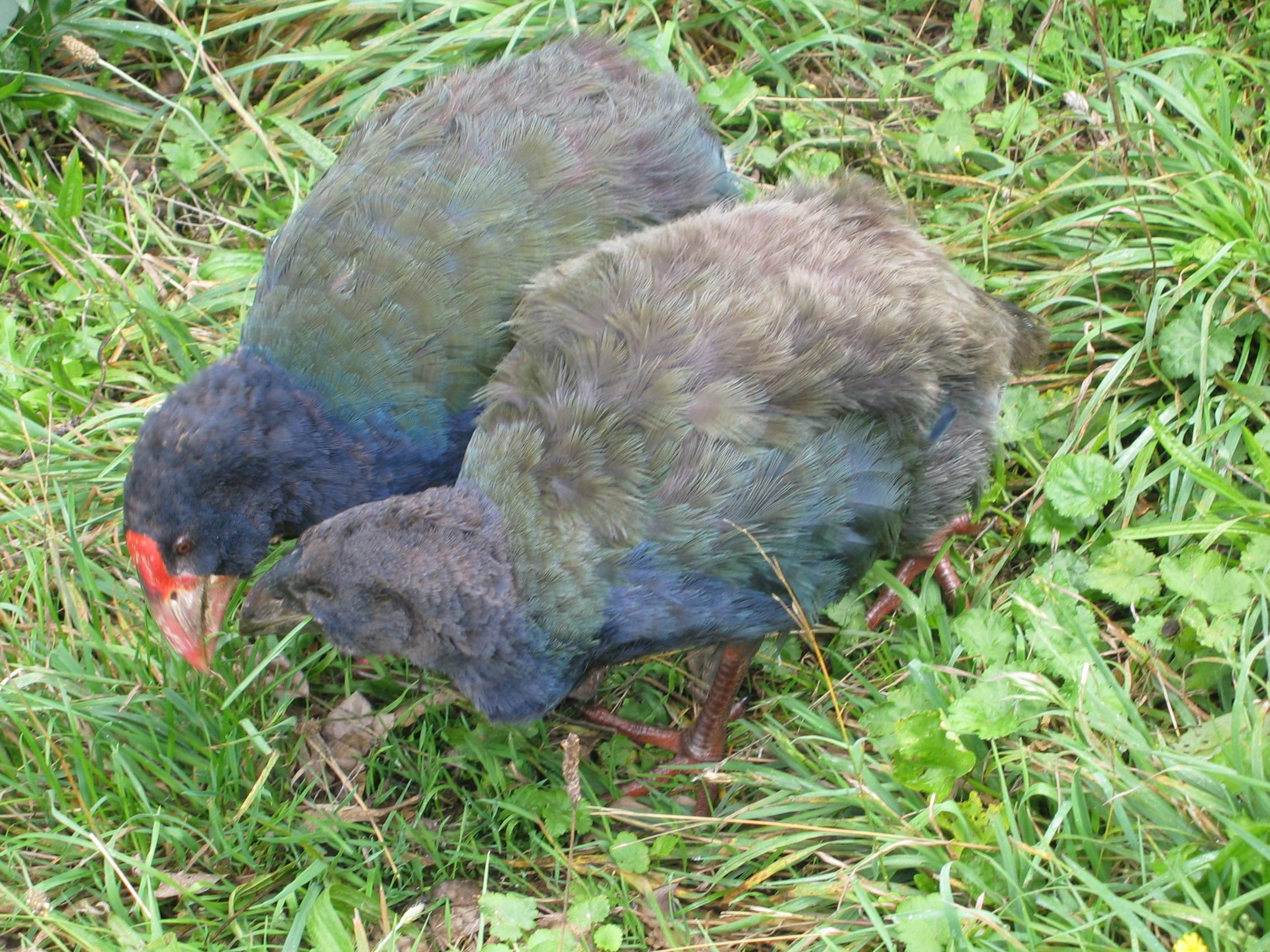
Ein erwachsener Takahe füttert sein Junges

- Moas (Dinornithiformes), Kiwis (Apterygidae)

Neukiefervögel:
- Rallenvögel: Südinseltakahe (Porphyrio hochstetteri), Nordinseltakahe (Porphyrio mantelli), Lord-Howe-Purpurhuhn (Porphyrio albus), Wekaralle (Gallirallus australis), Waldralle (Gallirallus sylvestris), Pelzralle (Gallirallus lafresnayanus), Kosrae-Sumpfhuhn (Porzana monasa), St.-Helena-Sumpfhuhn (Porzana astrictocarpus), Laysan-Ralle (Porzana palmeri), Hawaiiralle (Porzana sandwichensis), Mauritius-Ralle (Aphanapteryx bonasia), Atlantisralle (Atlantisia rogersi), St.-Helena-Ralle (Aphanocrex podarces), Leguats Sumpfhuhn (Aphanapteryx leguati), Guamralle (Rallus owstoni), Wake-Ralle (Gallirallus wakensis), Tuamotusumpfhuhn (Porzana atra), Rotschnabelralle (Gallirallus pacificus), Fidschi-Ralle (Nesoclopeus poecilopterus), Samoapfuhlhuhn (Samoa-Waldralle, Gallinula pacifica), Macquarie-Bindenralle (Gallirallus philippensis macquariensis), Nesotrochis debooyi, Aldabra-Ralle (Dryolimnas cuvieri aldabranus) – flugunfähige Unterart der Weißkehlralle
- Andere: Moa-Nalos (Thambetochini), Galapagosscharbe (Phalacrocorax harrisi), Dronte (Raphus cucullatus), Rodrigues-Solitär (Pezophaps solitaria), Marquesastaube (Alopecoenas rubescens), Kakapo (Strigops habroptilus), Mauritius-Papagei (Lophopsittacus mauritianus), Stephenschlüpfer (Xenicus lyalli), Apteribis, Aucklandente (Anas aucklandica), Campbellente (Anas nesiotis)

## Flugunfähige Hausvögel
Es gibt einige Hausvogelrassen, die flugunfähig sind. Ein verbreiteter Grund dafür ist Seidenfiedrigkeit, die auch bei wildlebenden flugunfähigen Vögeln wie dem Kiwi auftritt und dem Wohlbefinden der Tiere ansonsten nicht weiter schadet. Eine seidenfiedrige Hausvogelrasse ist beispielsweise das Seidenhuhn. Weitere Beispiele der Flugunfähigkeit von Hausvögeln sind die Featherduster unter den Wellensittichen und die „Bodenroller“ bei den Haustauben, die Struppfiedrigkeit beim Haushuhn sowie die Kombination von Federhaube und Federrosette beim Japanischen Mövchen. Einige der verursachenden Mutationen gelten als Qualzucht.